# Carlos Alcaraz
Carlos Alcaraz Garfia (n. 5 mai 2003) este un jucător spaniol de tenis. La 12 septembrie 2022 a atins cea mai înaltă poziție la simplu în clasamentul ATP, locul 1 mondial. A câștigat 22 titluri pe Circuitul ATP la simplu, dintre care cinci titluri de Grand Slam și opt titluri de nivel Masters 1000.
Ca junior, Alcaraz a fost clasat pe locul 22 în lume și a câștigat două titluri pe circuitul de juniori al Federației Internaționale de Tenis (ITF). După ce a devenit profesionist în 2018, Alcaraz a câștigat trei titluri la ITF Men's World Tennis Tour și patru la ATP Challenger Tour și a intrat în top 100 în clasamentul ATP în mai 2021. Două luni mai târziu, a ajuns în prima sa finală ATP Tour la Croația Open 2021, unde a câștigat primul său titlu, devenind cel mai tânăr deținător al unui titlul ATP Tour de la Kei Nishikori în 2008. A intrat în top 50 după ce a ajuns în sferturile de finală la US Open 2021 și a câștigat finala ATP Next Generation 2021. La începutul lui 2022, a câștigat primele sale titluri ATP 500 și Masters 1000 la Rio Open și, respectiv, Miami Open și a intrat în top 10 în clasament.

## Cariera profesională

### 2020: Debut ATP
La vârsta de 16 ani, Alcaraz și-a făcut debutul pe tabloul principal ATP în februarie 2020 la Rio Open, învingându-l pe compatriotul său Albert Ramos Viñolas după ce a primit un wildcard pentru tabloul principal de simplu.

### 2021: Primul sfert de finală major, campion la finala Next Gen și primul titlu ATP, top 35

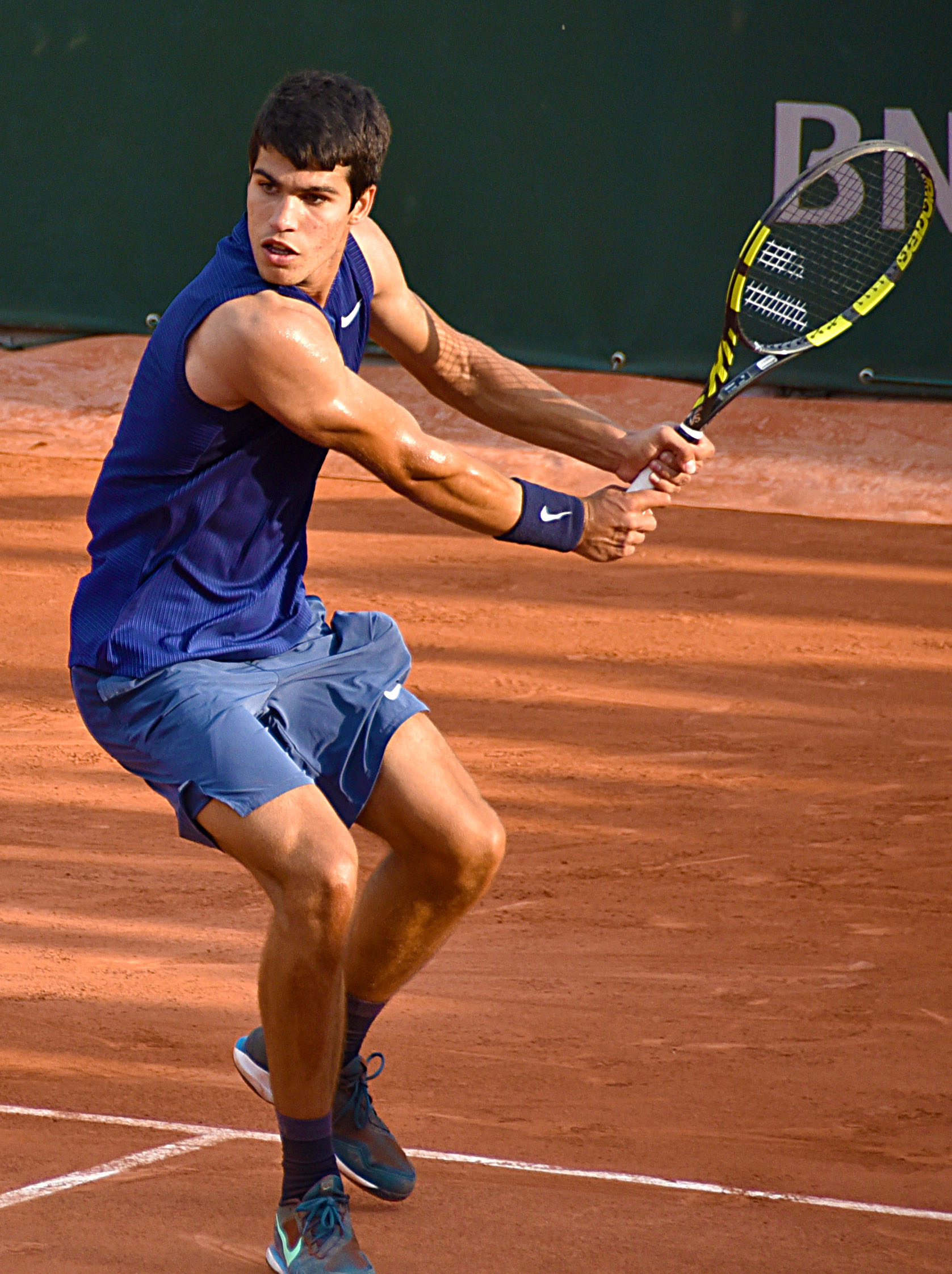
Alcaraz la French Open 2021.

La vârsta de 17 ani, Alcaraz s-a calificat pentru tabloul principal de la Australian Open, devenind cel mai tânăr participant la proba de simplu masculin. El l-a învins pe Botic van de Zandschulp în seturi consecutive, înainte de a pierde în runda a doua în fața lui Mikael Ymer.
Alcaraz a devenit cel mai tânăr câștigător al unui meci din istoria turneului Madrid Open învingându-l pe Adrian Mannarino și doborând recordul lui Rafael Nadal din 2004, care avea 18 ani când a câștigat primul său meci la Madrid Open. În turul al doilea, a pierdut în fața campionului Nadal, la împlinirea a 18-a ani. Câștigând cel mai mare titlu al carierei sale până atunci la turneul Open de Oeiras III Challenger din 2021, a intrat în top 100 ca cel mai tânăr jucător.
La French Open, Alcaraz a ajuns pentru prima dată în carieră în turul trei al unui Grand Slam, învingându-l pe Nikoloz Basilașvili.
În iulie 2021, a ajuns în prima sa finală ATP la Croația Open, învingându-l pe Albert Ramos-Viñolas. Apoi și-a câștigat primul titlu ATP învingându-l pe Richard Gasquet și devenind cel mai tânăr campion la nivel de tur de când Kei Nishikori, în vârstă de 18 ani, a câștigat Delray Beach Open în 2008. Alcaraz a fost cel mai tânăr jucător spaniol care a câștigat un titlu ATP Tour de când Nadal și-a revendicat primul trofeu la Sopot în 2004.
La Wimbledon, a pierdut în runda a doua în fața lui Daniil Medvedev. La Winston-Salem Open, Alcaraz a ajuns în optimile de finală învingându-l pe Alexei Popirin și în al doilea său sferturi de finală la nivel de tur al sezonului învingând pe  Marton Fucsovics. Apoi, l-a învins pe Marcos Giron pentru a ajunge în semifinale, unde a pierdut în fața lui Mikael Ymer.
La US Open, Alcaraz l-a învins pe numărul 3 mondial, Stefanos Tsitsipas, într-un tiebreak în setul al cincilea, ajungând în runda a patra, cea mai mare victorie a carierei sale. La 18 ani, Alcaraz a devenit cel mai tânăr jucător masculin din runda a patra de Grand Slam de la Andrei Medvedev, în vârstă de 17 ani, la French Open 1992, și cel mai tânăr jucător masculin  din runda a patra la US Open de la Michael Chang, în vârstă de 17 ani și Pete Sampras, în vârstă de 18 ani, în 1989. Apoi a ajuns în sferturile de finală învingându-l pe Peter Gojowczyk. Alcaraz a devenit cel mai tânăr jucător masculin care a ajuns în sferturi de finală la US Open din Open Era. Apoi a pierdut în fața canadianului Félix Auger-Aliassime, retrăgându-se în al doilea set al meciului, după ce sa accidentat la picior.
La Erste Bank Open, Alcaraz l-a învins pe numărul 7 mondial Matteo Berrettini, marcând a doua victorie în fața unui jucător din top 10. Drept urmare, la 1 noiembrie a devenit cel mai tânăr jucător din top 35. În timpul turneului de la Paris Masters, Alcaraz a l-a învins pe francezul Pierre-Hugues Herbert în trei seturi în meciul de deschidere. Apoi l-a învins pe Jannik Sinner în seturi consecutive în runda a doua, marcând a treia victorie asupra unui jucător din top 10. În runda a treia, a fost învins de Hugo Gaston în seturi consecutive.
La Next Generation ATP Finals, Alcaraz i-a învins pe Brandon Nakashima, Juan Manuel Cerúndolo și Holger Vitus Nodskov Rune în faza round-robin. A avansat neînvins în semifinale, unde l-a învins pe Sebastian Baez. Apoi a avansat în finală, unde l-a învins pe Sebastian Korda câștigând campionatul.

### 2022: Campion la US Open, cel mai tânăr Nr. 1 mondial

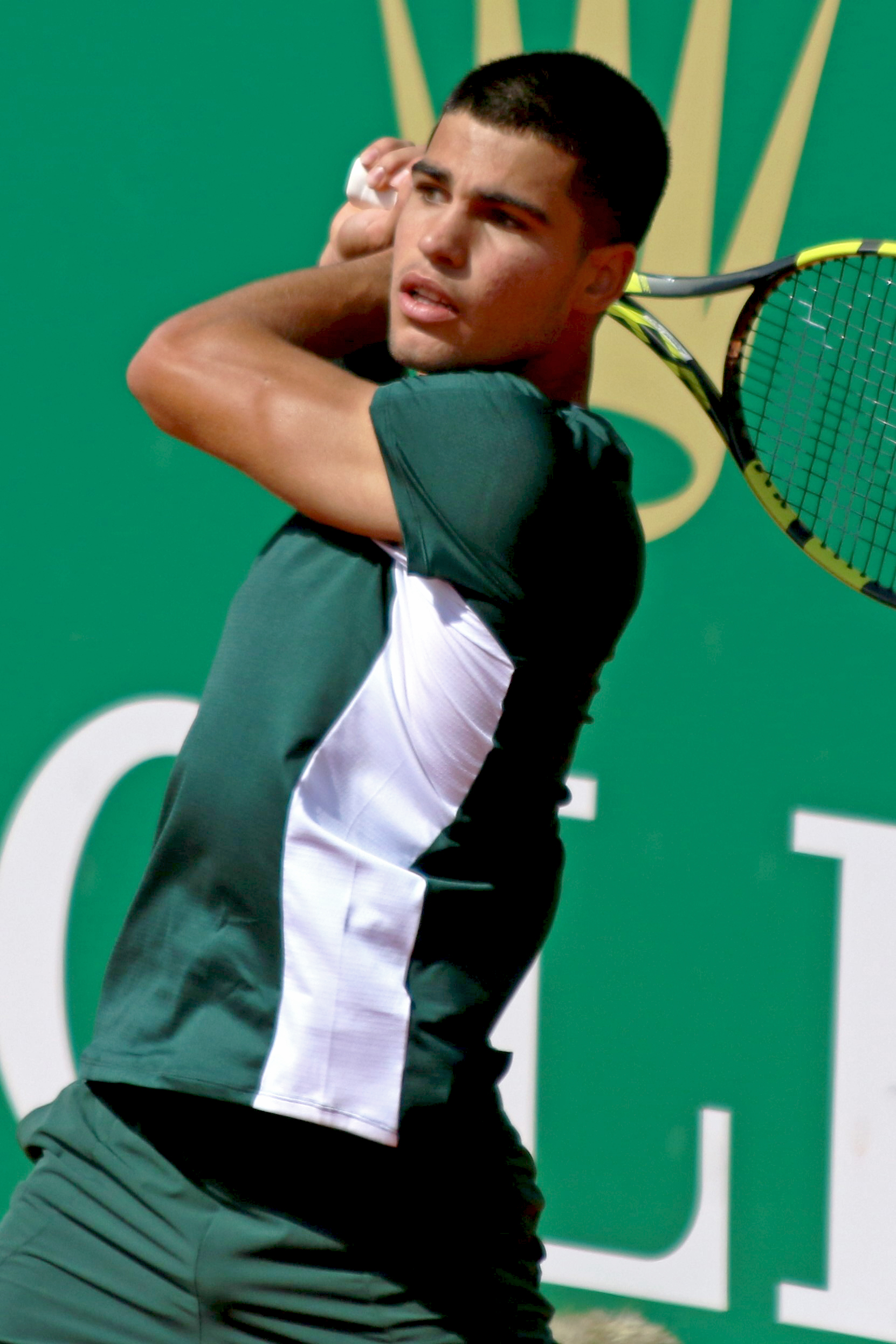
Carlos Alcaraz la Monte-Carlo Masters 2022

Alcaraz a început sezonul la Australian Open unde a fost cap de serie pentru prima dată la un Grand Slam (cap de serie mr.31). A ajuns în runda a treia înainte de a pierde în cinci seturi în fața lui Matteo Berrettini.
La Rio Open, Alcaraz i-a învins pe Jaume Munar, Federico Delbonis, Matteo Berrettini și Fabio Fognini ajungând în prima sa finală ATP 500. El l-a învins pe Diego Schwartzman în finală câștigând titlul. Drept urmare, și-a făcut debutul în top 20 în clasamentul de simplu la 21 februarie 2022. În martie, la Indian Wells, Alcaraz a ajuns în primul său sfert de finală și semifinală de Masters 1000, învingându-l pe campionul en-titre Cameron Norrie, înainte de a pierde un meci în trei seturi în fața lui Rafael Nadal.
Favoritul nr. 14 la Miami Open, Alcaraz i-a învins pe Márton Fucsovics, Marin Čilić și Stefanos Tsitsipas în seturi consecutive, apoi l-a învins pe Miomir Kecmanović într-un meci în trei seturi avansând în cea de-a doua semifinală Masters 1000. Acolo, l-a învins pe campionul en-titre Hubert Hurkacz obținând cea de-a 50-a victorie la nivel de turneu, avansând în prima sa finală Masters 1000, unde l-a învins pe Casper Ruud, câștigând primul său titlu Masters 1000. A devenit cel mai tânăr campion masculin din istoria turneului. El a fost felicitat de regele Spaniei și de Rafael Nadal și menționat în presă ca fiind jucătorul care merge pe urmele lui Roger Federer și Nadal.
La Barcelona Open 2022, Alcaraz l-a învins pe capul de serie nr. 1 Stefanos Tsitsipas în sferturile de finală  intrând pebtru prima dată în top 10 la 25 aprilie. El este al 20-lea adolescent care a intrat în top 10 general de când clasamentele au fost stabilite în 1973, primul de la Andy Murray în 2007 și cel mai tânăr de la Rafael Nadal tot la 25 aprilie 2005 la același turneu. Alcaraz a salvat apoi două puncte de meci împotriva lui Alex de Minaur în semifinale pentru a avansa în finală, unde l-a învins pe Pablo Carreño Busta în seturi consecutive, câștigând titlul.
La o zi după ce a împlinit 19 ani, la Mutua Madrid Open 2022, el l-a învins în sferturi de finală pe campionul de cinci ori al Madridului și cap de serie nr. 3 Rafael Nadal, devenind primul adolescent care l-a învins pe zgură. El a încheiat, de asemenea, o serie de 25 de victorii consecutive ale lui Nadal împotriva colegilor spanioli. A doua zi, el l-a învins pe numărul 1 mondial Novak Djokovic în semifinale pentru a 6-a victorie consecutivă împotriva jucătorilor din top-10 și a devenit cel mai tânăr jucător care a câștigat un meci împotriva unui număr 1 mondial de la Rafael Nadal împotriva lui Roger Federer în optimile de finală de la Miami Open 2004 și primul jucător care i-a învins vreodată pe Djokovic și Nadal în același turneu pe zgură. A devenit cel mai tânăr finalist masculin din istoria Madrid Open. În finală, l-a învins în seturi consecutive pe numărul 3 mondial și capul de serie nr. 2 Alexander Zverev, câștigând cel de-al  patrulea titlu al sezonului și al doilea Masters 1000 din carieră. Drept urmare, la 9 mai 2020, a urcat pe locul 6 mondial la simplu în clasamentul ATP.
După retragerea sa de la Italian Open din cauza unei accidentări la gleznă pe care a suferit-o la Madrid, Alcaraz și-a făcut debutul la French Open ca favorit nr. 6. După ce a câștigat două dintre cele mai mari turnee pe zgură, a fost considerat ca unul dintre favoriții pentru titlu la Roland Garros. În prima rundă, el l-a învins pe Juan Ignacio Londero în seturi consecutive înainte de a fi nevoit să salveze un punct de meci în runda a doua, într-o partidă de cinci seturi împotriva lui Albert Ramos Viñolas. Apoi i-a învins pe Korda și pe Karen Haceanov în seturi consecutive în rundele trei și patru, înainte de a pierde în fața lui Zverev în patru seturi în al doilea sfert de finală de Grand Slam din carieră. În urma înfrângerii, Alcaraz a recunoscut că „nu a început bine” meciul, dar a rămas mândru de eforturile sale: „Ies din teren, părăsesc turneul cu capul foarte sus”.

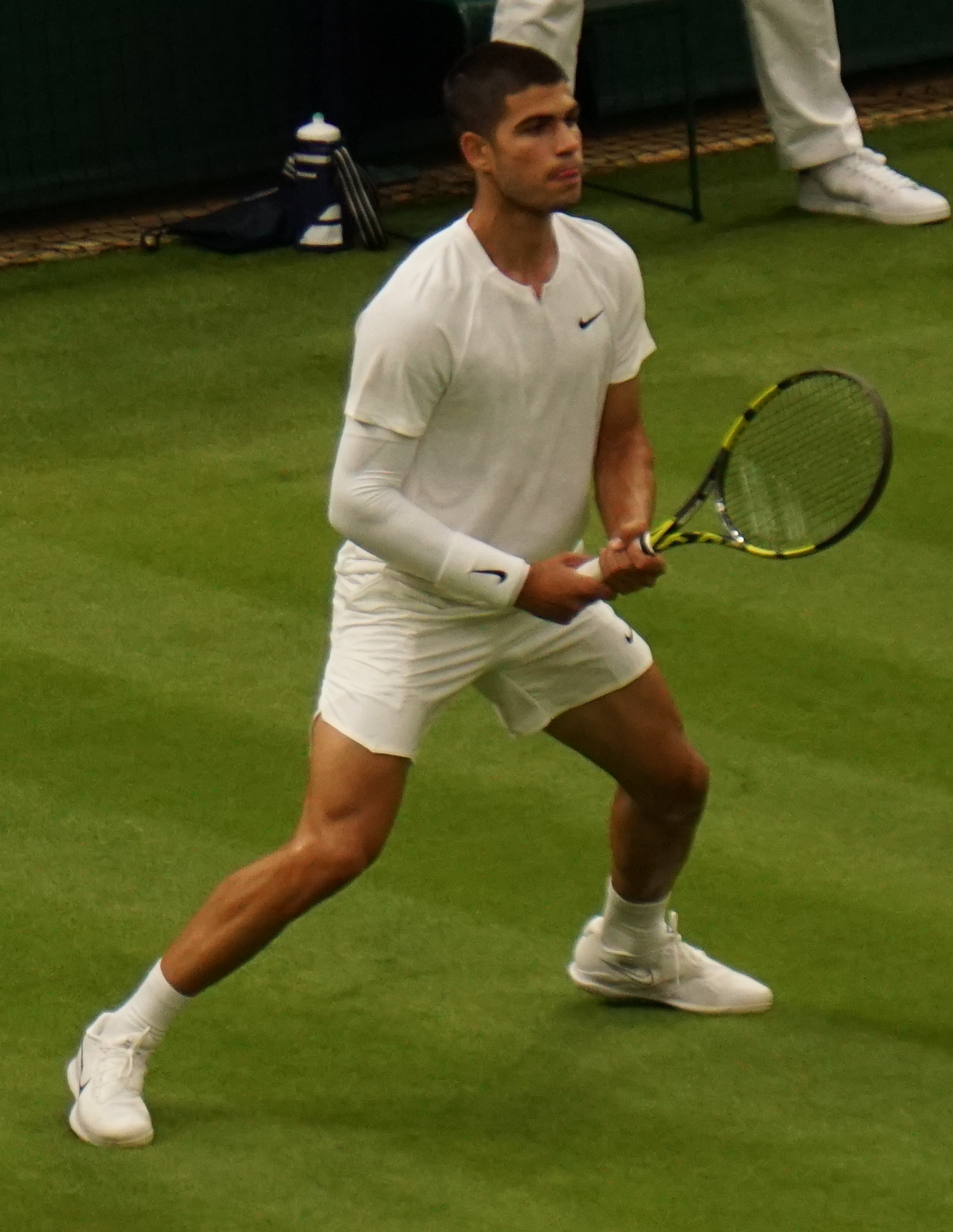
Alcaraz la Wimbledon 2022

La Campionatele de la Wimbledon din 2022, Alcaraz l-a învins pe Jan-Lennard Struff într-un meci strâns de 5 seturi înainte de a-i învinge pe Tallon Griekspoor și Oscar Otte în seturi consecutive pentru a ajunge pentru prima dată în optimile de finală la acest major. El a pierdut în fața lui Jannik Sinner în runda a patra în patru seturi.
La Hamburg Open, a ajuns în finală după ce l-a învins pe Alex Molcan în semifinale. Drept urmare, el a atins un nou record în carieră, numărul 5 mondial, la 25 iulie 2022, devenind cel mai tânăr jucător care a intrat în top 5 în clasament de la Nadal (9 mai 2005). A fost învins în finală de Lorenzo Musetti, punând capăt seriei sale de 14 victorii consecutive în turneele ATP 500 de la începutul anului 2022. La Croația Open, unde a fost campion en-titre, a ajuns în a doua sa finală consecutivă. A pierdut în fața lui Jannik Sinner în 3 seturi. Drept urmare, a urcat în clasament pe locul 4 mondial începând cu 1 august 2022.
Alcaraz a intrat la US Open 2022 ca favorit nr. 3, cu șansa de a deveni cel mai tânăr numărul 1 mondial după turneu dacă cucerea titlul. I-a învins pe Sebastian Baez, Federico Coria și Jenson Brooksby fără să piardă un set ajungând în runda a patra. Apoi a învins pe numărul 15 mondial Marin Cilic, în cinci seturi, devenind cel mai tânăr jucător care a ajuns în sferturile de finală consecutive în era deschisă la acest major. În meciul său din sferturile de finală l-a învins pe Jannik Sinner, din nou în cinci seturi, cu două tiebreak-uri și un punct de meci salvat. Meciul a stabilit recordul ca fiind meciul care s-a terminat cel mai târziu (la 2:50 AM) și al doilea meci ca durată din istoria US Open (5 ore și 15 minute). În semifinale, el l-a învins pe americanul Frances Tiafoe într-un al treilea meci consecutiv de cinci seturi. Alcaraz a devenit cel mai tânăr jucător care a ajuns în finala US Open de la Pete Sampras în 1990, când a câștigat titlul la 19 ani. Alcaraz l-a învins în finală pe Casper Ruud devenind cel mai tânăr numărul 1 mondial din istorie, la vârsta de 19 ani, 4 luni și 6 zile.
În primul său meci ca numărul 1 mondial, Alcaraz a pierdut meciul de simplu în Turneul final al Cupei Davis 2022 în fața lui Felix Auger-Aliassime. Apoi, a pierdut în fața lui David Goffin la Astana Open în runda de deschidere. Alcaraz a ajuns în semifinale la Basel, unde a fost învins de Felix Auger-Aliassime pentru a doua oară în acest sezon. La Paris Masters, Alcaraz a ajuns în sferturile de finală după ce i-a învins pe Yoshihito Nishioka și Grigor Dimitrov, dar s-a retras în timp ce era un set în fața lui Holger Rune. Ulterior s-a dovedit că a suferit o ruptură musculară în zona abdominală. Alcaraz s-a retras din finala ATP și din turneul final al Cupei Davis.

### 2023: Campion la Wimbledon și a 100-a victorie în carieră

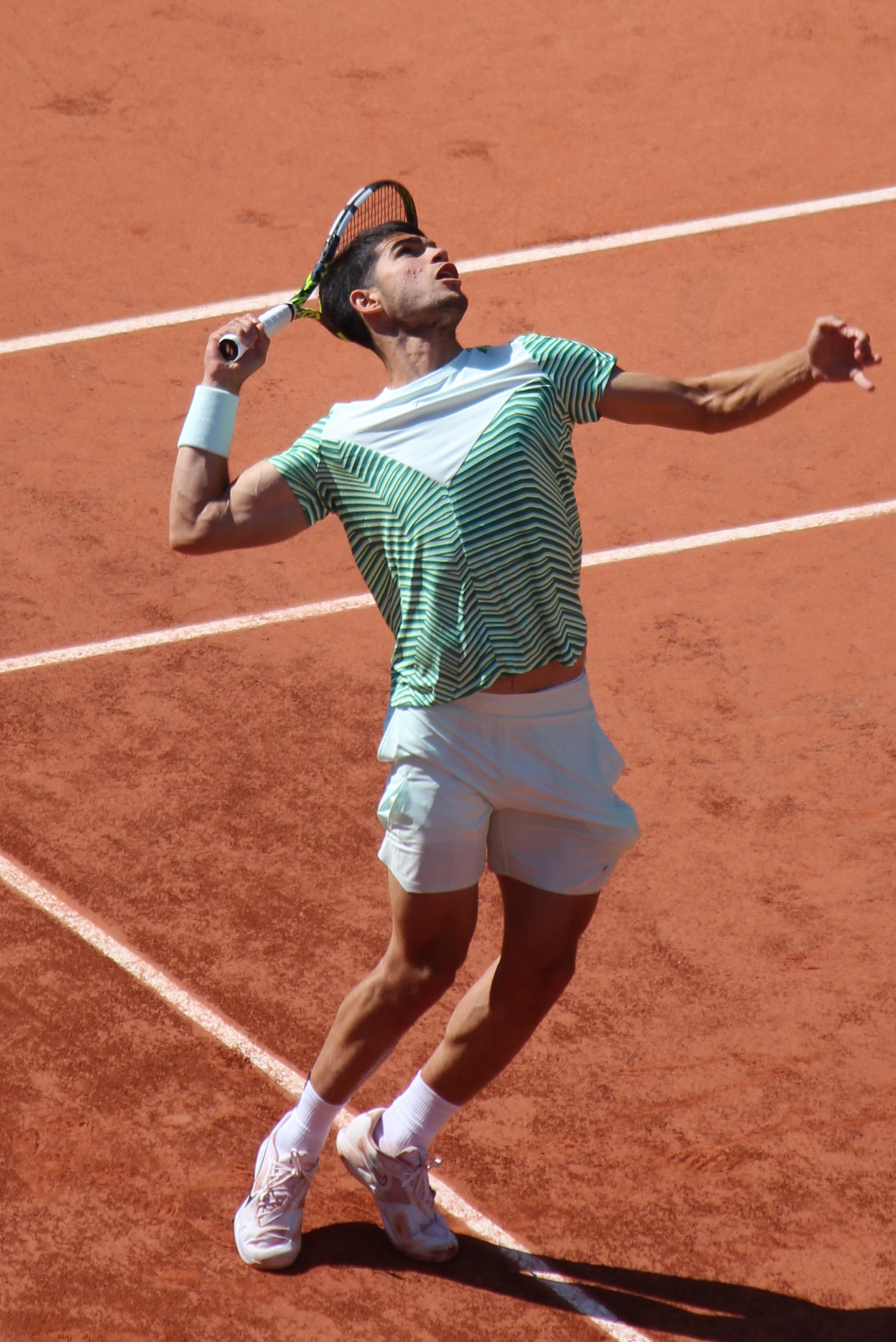
Alcaraz la French Open 2023

La 7 ianuarie, Alcaraz și-a anunțat retragerea de la Australian Open din cauza unei accidentări pe care a suferit-o la piciorul drept în timpul antrenamentului. În urma turneului, a pierdut prima poziție în clasament în favoarea lui Novak Djokovic. Alcaraz a deținut poziția pentru un total de 20 de săptămâni.
În primul său turneu din sezonul 2023, Alcaraz a câștigat al șaptelea titlu la Argentina Open din Buenos Aires, învingându-l pe favoritul nr.2 Cameron Norrie. A devenit primul adolescent care a câștigat evenimentul. Apărându-și titlul la Rio Open, el a ajuns în finală, unde a jucat din nou împotriva lui Cameron Norrie, dar a pierdut. În plus, Alcaraz a fost programat să joace la Acapulco în luna februarie, dar s-a retras înainte de turneu după ce a suferit o altă accidentare.
La Indian Wells 2023, el a înregistrat cea de-a 100-a victorie în carieră, învingând pe locul 31, Tallon Griekspoor, pentru a ajunge în runda a patra, devenind al doilea cel mai rapid jucător care a atins această etapă după John McEnroe. A ajuns în sferturi de finală după retragerea lui Jack Draper. Apoi, el l-a învins pe favoritul nr. 8 Félix Auger-Aliassime și pe favoritul nr. 11 Jannik Sinner pentru a ajunge în finală. A câștigat al 8-lea titlu din carieră în fața celui favoritului nr. 5 Daniil Medvedev, fără să piardă un set pentru prima dată din 2017, când Roger Federer a câștigat titlul la Indian Wells. A devenit al nouălea și cel mai tânăr jucător care a câștigat ambele etape ale Sunshine Double. Pentru că Novak n-a putut participa la turneu din cauza nevaccinării contra Covid-19, Alcaraz a revenit pe locul 1 mondial la 20 martie 2023. La Miami 2023, unde a fost campion en-titre, a ajuns în semifinale fără să piardă nici un set învingându-i pe Facundo Bagnis, Dušan Lajović, Tommy Paul și pe Taylor Fritz. De data aceasta, a pierdut în trei seturi în fața lui Jannik Sinner. A coborât pe locul 2 în clasament, nefiind capabil să-și apere punctele de titlu din anul precedent.
Alcaraz era programat să joace la Monte-Carlo Masters săptămâna următoare, dar s-a retras din cauza artritei post-traumatice la mâna stângă. A participat la Barcelona Open, unde a fost campion en-titre. I-a învins pe Nuno Borges, pe compatrioții Roberto Bautista Agut și Alejandro Davidovici Fokina, pe Dan Evans în semifinale și pe Stefanos Tsitsipas în finală pentru a-și apăra cu succes titlul fără să piardă nici un set. Acesta a marcat, de asemenea, al treilea titlu al sezonului. Și-a câștigat al zecelea titlu în carieră la Madrid Open 2023 în fața lui Jan-Lennard Struff, apărându-și cu succes titlul de anul trecut. El a devenit al șaselea cel mai tânăr jucător care a ajuns la 10 titluri la nivel de turneu în era deschisă. La următorul turneu pe zgură, Roma Masters, Alcaraz și-a câștigat oportunitatea de a câștiga locul 1 mondial jucând meciul din runda a doua. În urma victoriei sale, el a recăpătat prima poziție în clasament de la Novak Djokovic. Cu toate acestea, a fost învins în runda următoare de numărul 135 mondial, Fabian Marozsan, în seturi consecutive.

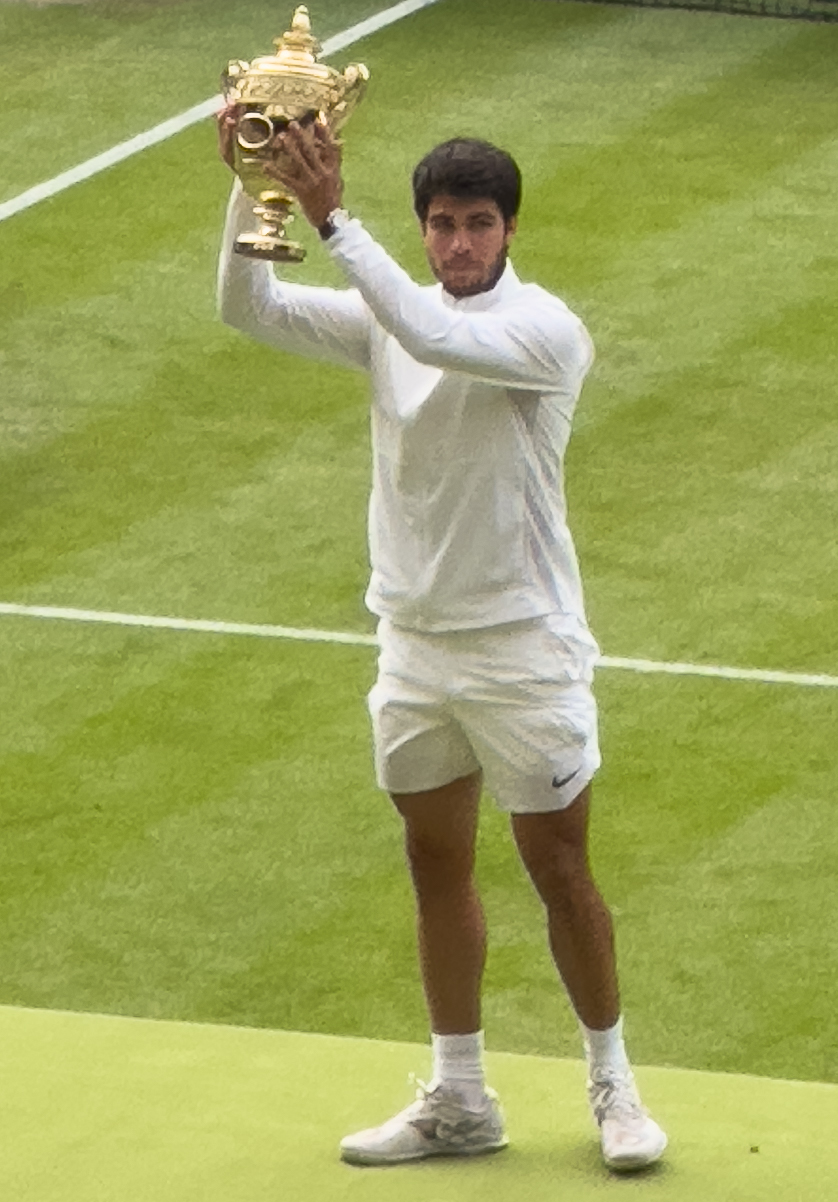
În 2023, Carlos Alcaraz a câștigat primul său titlu la Wimbledon.

La Roland Garros 2023, Alcaraz a ajuns până în semifinale, dar a fost învins de Novak Djokovic în patru seturi, după ce a suferit crampe în debutul setului al treilea. Djokovic a câștigat turneul și și-a recâștigat locul 1 în clasament. La Queen's Club Championships, a obținut primul său titlu din carieră pe iarbă, învingându-l în finală pe australianul Alex de Minaur în două seturi. Victoria din turneul de la Londra l-a readus, de asemenea, pe locul 1 mondial în clasament. La Campionatele de la Wimbledon din 2023, în calitate de cap de serie nr/ 1, a ajuns în finală după victorii în fața lui Jeremy Chardy, Alexandre Muller, Nicolas Jarry, Matteo Berrettini, Holger Rune și Daniil Medvedev. Alcaraz l-a învins în finală pe Novak Djokovic în cinci seturi, punând capăt unei serii de 34 de victorii consecutive a lui Djokovic la Wimbledon și asigurându-și locul 1 în clasament. Cu această victorie, Alcaraz a devenit al doilea jucător, după Andy Murray, care l-a învins pe Djokovic în finala de la Wimbledon. În plus, Alcaraz a devenit primul jucător care nu face parte din „Big 4” care câștigă Wimbledon, de la victoria lui Lleyton Hewitt din 2002.
Pierzând în sferturile de finală de la Canada Masters în fața lui Tommy Paul, Alcaraz avea să piardă apoi în fața lui Djokovic într-o revanșă a finalei lor de la Wimbledon, în finala de la Cincinnati. El a pierdut în trei seturi, deși a avut un punct de meci în tiebreak-ul setului al doilea. A fost cea mai lungă finală ATP Masters din istorie în trei seturi și cel mai lung meci din istoria turneului, de 3 ore și 49 de minute; Djokovic avea să spunî că a fost „unul dintre cele mai grele meciuri din viața”. La US Open 2023, unde Alcaraz căuta să își apere titlul de Grand Slam, a ajuns în semifinale după ce a cedat doar un set. Cu toate acestea, el a pierdut în fața campionului din 2021, Daniil Medvedev, în patru seturi. Alcaraz a coborât pe locul 2 în clasament în urma turneului, deoarece Novak Djokovic nu a avut de apărat nici un punct. În plus, el s-a retras din finala Cupei Davis, invocând oboseala.
Alcaraz a intrat în sezonul de hard indoor de la sfârșitul anului cu obiectivul de a obține locul 1 la sfârșitul anului. Cu toate acestea, în turneul asiatic, a pierdut în fața lui Jannik Sinner în semifinalele de la Beijing pentru a doua oară în acest sezon, iar apoi în fața lui Grigor Dimitrov în 16-imile de finală la Shanghai. S-a retras apoi de la Basel din cauza unei accidentări, și a pierdut în runda inaugurală la Mastersul de la Paris-Bercy în fața lui Roman Safiullin. La ATP Finals de la Torino, Alcaraz a ajuns în semifinale după ce i-a învins pe Andrei Rubliov și Daniil Medvedev, și a pierdut în fața lui Alexander Zverev, în faza tur-retur. El avea să fie învins de viitorul campion Novak Djokovic în două seturi, pentru a treia oară în acest sezon. În cele din urmă, Alcaraz a încheiat sezonul pe locul 2 mondial la sfârșitul anului.

### 2024: Campion la Openul Franței, al 5–lea titlu ATP 1000
Alcaraz și-a început la Australian Open, reușind cea mai lungă evoluție din carieră la acest turneu, după ce a ajuns în sferturile de finală. A pierdut în fața lui Alexander Zverev, al șaselea favorit, în patru seturi.
În februarie, Alcaraz a intrat la Openul Argentinei 2024 în calitate de campion în exercițiu și a câștigat primele două meciuri în două seturi consecutive înainte de a pierde în fața lui Nicolás Jarry în semifinale. S-a retras de la Openul de la Rio săptămâna următoare, după două game-uri în meciul de deschidere, din cauza unei accidentări la glezna dreaptă. Ulterior a anunțat o entorsă laterală a gleznei drepte, dar a spus că va lipsi doar "câteva zile" înainte de Indian Wells.
În calitate de campion în exercițiu la Indian Wells, Alcaraz a revenit în formă, învingându-i pe Matteo Arnaldi, Felix Auger-Aliassime, Fabian Marozsan și Alexander Zverev pentru a ajunge în semifinale, după ce a cedat un singur set în meciul de deschidere împotriva lui Arnaldi. El l-a înfruntat apoi pe Jannik Sinner pentru a opta întâlnire din carieră, învingându-l și punând astfel capăt seriei de 19 meciuri câștigate de Sinner. Alcaraz și-a apărat cu succes titlul învingându-l pe Daniil Medvedev în finală, obținând primul său titlu de la Wimbledon 2023. La Miami, unde și-a propus să completeze Sunshine Double, Alcaraz a ajuns în sferturile de finală, învingându-i pe Roberto Carballés Baena, Gaël Monfils și Lorenzo Musetti fără să piardă vreun set.. Cu toate acestea, el a pierdut apoi în fața finalistului Grigor Dimitrov pentru a doua oară consecutiv. După turneu, el a coborât pe locul 3 mondial după ce a fost depășit de Jannik Sinner.
Înainte de Roland-Garros, Alcaraz a avut un sezon ezitant pe zgură. El s-a retras de la Monte-Carlo Masters și Barcelona Open, ultimul unde urma să-și apere titlul, din cauza unei accidentări la antebrațul drept. La Madrid, unde era de asemenea campion în exercițiu, Alcaraz a pierdut în sferturile de finală în fața viitorului campion Andrei Rubliov. El s-a retras apoi de la Roma din cauza accidentării la antebraț.
În iunie, el a ajuns în a doua sa semifinală la Roland Garros, învingându-i pe J. J. Wolf, Jesper de Jong, Sebastian Korda, Félix Auger-Aliassime și Stefanos Tsitsipas. În semifinală, Alcaraz l-a învins în 5 seturi pe Jannik Sinner, cap de serie numărul 2, pentru a ajunge în prima sa finală la Roland Garros. Adversarul său în finală a fost Alexander Zverev, cap de serie 4, care a condus cu 2 seturi la 1. Alcaraz a câștigat al patrulea set cu 6–1 și a forțat un al cincilea set decisiv, pe care l-a câștigat cu 6–2. La 21 de ani, el a devenit cel mai tânăr jucător masculin din istorie care a câștigat un titlu de Grand Slam pe toate suprafețele.

## Sponsorizări
Alcaraz este sponsorizat de Nike pentru îmbrăcăminte și încălțăminte și de Babolat pentru rachete, folosind racheta Babolat Pure Aero VS. În ianuarie 2022, a devenit ambasador al mărcii Rolex.

## Rezultate

### Participare la turnee de Grand Slam
| C | F | SF | QF | #R | RR | Q# | P# | DNQ | A | Z# | PO | Au | Ag | Br | NMS | P | NH |

| Turneu           | 2020 | 2021 | 2022 | 2023 | 2024 | 2025 | SR     | C–P   | Victorii % |
| ---------------- | ---- | ---- | ---- | ---- | ---- | ---- | ------ | ----- | ---------- |
| Australian Open  | A    | 2R   | 3R   | A    | QF   | QF   | 0 / 4  | 11–4  | 73%        |
| French Open      | Q1   | 3R   | QF   | SF   | C    | C    | 2 / 5  | 25–3  | 89%        |
| Wimbledon        | NH   | 2R   | 4R   | C    | C    | F    | 2 / 5  | 24–3  | 89%        |
| US Open          | A    | QF   | C    | SF   | 2R   |      | 1 / 4  | 17–3  | 85%        |
| Câștigat–pierdut | 0–0  | 8–4  | 16–3 | 17–2 | 19–2 | 17–2 | 5 / 18 | 77–13 | 86%        |

### Finale de Grand Slam

#### Simplu: 5 (5 titluri)
| Rezultat | An   | Turneu          | Suprafață | Adversar         | Scor                                    |
| -------- | ---- | --------------- | --------- | ---------------- | --------------------------------------- |
| Câștigat | 2022 | US Open         | dură      | Casper Ruud      | 6–4, 2–6, 7–6(7–1), 6–3                 |
| Câștigat | 2023 | Wimbledon       | iarbă     | Novak Djokovic   | 1–6, 7–6(8–6), 6–1, 3–6, 6–4            |
| Câștigat | 2024 | French Open     | zgură     | Alexander Zverev | 6–3, 2–6, 5–7, 6–1, 6–2                 |
| Câștigat | 2024 | Wimbledon       | iarbă     | Novak Djokovic   | 6–2, 6–2, 7–6(7–4)                      |
| Câștigat | 2025 | French Open (2) | zgură     | Jannik Sinner    | 4–6, 6–7(4–7), 6–4, 7–6(7–3), 7–6(10–2) |

### Finale ATP 1000

#### Simplu: 6 (5 titluri, 1 finală)
| Rezultat | An   | Turneu                | Suprafață | Adversar           | Scor                    |
| -------- | ---- | --------------------- | --------- | ------------------ | ----------------------- |
| Câștigat | 2022 | Miami Open            | dură      | Casper Ruud        | 7–5, 6–4                |
| Câștigat | 2022 | Madrid Open           | zgură     | Alexander Zverev   | 6–3, 6–1                |
| Câștigat | 2023 | Indian Wells Masters  | dură      | Daniil Medvedev    | 6–3, 6–2                |
| Câștigat | 2023 | Madrid Open (2)       | zgură     | Jan-Lennard Struff | 6–4, 3–6, 6–3           |
| Pierdut  | 2023 | Cincinnati Open       | dură      | Novak Djokovic     | 7–5, 6–7(7–9), 6–7(4–7) |
| Câștigat | 2024 | Indian Wells Open (2) | dură      | Daniil Medvedev    | 7–6(7–5), 6–1           |